# Piersi (album)
Piersi – debiutancki album polskiego zespołu rockowego Piersi wydany w roku 1992 przez wytwórnię Polskie Nagrania. W 2002 album doczekał się reedycji wydanej przez Box Music, do której dołączono kilka niewydanych wcześniej utworów z tamtego czasu.
Na płycie znalazł się kontrowersyjny, ale dający grupie sporą popularność utwór „ZCHN zbliża się". Utwór ten powstał na bazie melodii z pieśni kościelnej (Pan Jezus już się zbliża), do której dopisano nowy tekst. Kontrowersje związane z tym tematem były przedmiotem kilku spraw sądowych.

## Lista utworów
Pierwsze wydanie
1. „Kujawiak”
2. „Marsz KPN”
3. „ZChN zbliża się”
4. „Nie bój się Jonek...”
5. „Cup, cup, cup”
6. „Jestem ajron men”
7. „Rezerwa”
8. „Lombardino”
9. „Silesian song”
10. „Idą chłopcy”

Utwory dodatkowe z reedycji na CD
1. „Miła”
2. „W Poroninie”
3. „Kongres Pokoju”
4. „Milicjant”

Skład grupy: (piosenki od 1 do 10) Paweł Kukiz – śpiew, instrumenty klawiszowe, Rafał Jezierski – gitara, śpiew, akordeon, Zbigniew Moździerski – gitara basowa, śpiew Krzysztof Wiercigroch – perkusja